# NGC 2725
NGC 2725 (również PGC 25332 lub UGC 4732) – galaktyka spiralna (S? pec), znajdująca się w gwiazdozbiorze Raka. Odkrył ją Albert Marth 10 marca 1864 roku.